# Argyreia thorelii
Argyreia thorelii är en vindeväxtart som beskrevs av François Gagnepain. Argyreia thorelii ingår i släktet Argyreia och familjen vindeväxter. Inga underarter finns listade i Catalogue of Life.